# 684

## Esdeveniments
- 26 de juny – Roma: Després de gairebé un any d'haver estat escollit, Benet II és consagrat papa, en successió a Lleó II.
- Damasc (Síria): Després de quaranta dies d'haver succeït el seu pare, el califa Muàwiya II abdica.
- Hidjaz (Aràbia): Abd-Al·lah ibn az-Zubayr s'autoproclama califa i és reconegut en diverses regions.
- Damasc (Síria): Els nobles partidaris de la dinastia omeia proclamen califa Marwan I ibn al-Hàkam.
- Aràbia: Els kharigites es revolten i declaren un estat propi al centre del país.
- Juliol – Marj ar-Ràhit (Síria): Marwan I derrota els qaisites i els seus opositors en la batalla de Marj ar-Ràhit.
- Kairuan (Tunísia): Foragitats els àrabs, el rei Kusayla constitueix un estat amazic, que només durarà cinc anys, amb capital en aquesta ciutat.
- Narbona (Septimània): Se celebra concili de bisbes a la ciutat.
- 14 de novembre – Toledo (Regne de Toledo): Se celebra el XIV Concili de Toledo.
- La Meca (Aràbia): La Kaaba és malmesa per un incendi.

## Necrològiques
- Damasc (Síria): Muawiya II ibn Yazid, califa omeia, possiblement enverinat.